# Cámara de Representantes de Colorado
La Cámara de Representantes de Colorado es la cámara baja de la Asamblea General de Colorado. El órgano está compuesto por 65 miembros, elegidos por períodos de dos años y limitados a cuatro períodos consecutivos en el cargo, pero pueden postularse nuevamente después de un descanso de dos años.

## Composición
| 74.º Legislatura (2023-2025) | 74.º Legislatura (2023-2025) | 74.º Legislatura (2023-2025) | 74.º Legislatura (2023-2025) | 74.º Legislatura (2023-2025) | 74.º Legislatura (2023-2025) | 74.º Legislatura (2023-2025) | 74.º Legislatura (2023-2025) |
|                              | Partido                      | Partido                      | Partido                      | Partido                      | Ind.                         | Vac.                         | Total                        |
| Republicano                  | Dif.                         | Demócrata                    | Dif.                         |                              | Ind.                         | Vac.                         | Total                        |
| ---------------------------- | ---------------------------- | ---------------------------- | ---------------------------- | ---------------------------- | ---------------------------- | ---------------------------- | ---------------------------- |
|                              | Dif.                         |                              | Dif.                         |                              |                              |                              | Total                        |
| Bancas                       | 19                           | 5                            | 46                           | 5                            | -                            | -                            | 65                           |
|                              |                              |                              |                              |                              |                              |                              |                              |
| Último % de votos (2022)     | 45,85%                       | 45,85%                       | 53,33%                       | 53,33%                       | -                            |                              |                              |

## Liderazgos
| Posición             | Nombre          | Partido     |
| Portavoz             | Julie McCluskie | Demócrata   |
| Portavoz pro tempore | Chris Kennedy   | Demócrata   |
| Líder de la mayoría  | Monica Duran    | Demócrata   |
| Líder de la minoría  | Mike Lynch      | Republicano |